# Вурц, Роберт
Роберт Вурц (англ. Robert Henry Wurtz; род. 28 марта 1936, Сент-Луис, США) — американский учёный. Труды в основном посвящены нейробиологии, в том числе изучению зрительной системы приматов.

## Биография
Родился в городе Сент-Луис. В 1958 году окончил Оберлинский колледж в штате Огайо по специальности химия. Кроме этого он посещал курсы по экспериментальной психологии и физиологии нервной системы. После окончания колледжа Вурц поступил в Мичиганский университет на специальность психология. В 1965 году получил стипендию, а затем стал постоянным сотрудником в Национальном институте психического здоровья в городе Бетесде в штате Мэриленд. В 1975—1976 годах работал в Кембриджском университете в качестве приглашённого учёного. В 1978 году Вюрц участвовал в создании лаборатории сенсомоторных исследований при Национальном глазном институте. Он стал членом Национальной академии Наук в 1988 году и Американской академии искусств и наук в 1990 году. В 1991 году Вюрц был президентом Американского нейробиологического общества.

## Вклад в науку
Разработал технику изучения физиологии зрительной системы обезьян в состоянии бодрствования. С помощью этой техники он продемонстрировал, как отдельные нейроны в головном мозге обрабатывают визуальную информацию. Он определил зрительные функции теменной доли мозга и базальных ганглиев, а также продемонстрировал сложное взаимодействие между ощущением и активностью нейронов в этих областях. Он обнаружил, что некоторые нейроны чёрной субстанции участвуют в движениях глаз и расположение повреждений в этой структуре затрудняет запоминаемых объектов приматами. Установил, что при концентрации внимания усиливается реакция зрительных нейронов на раздражители.

## Награды
Среди наград:
- 1987 — Премия Олдена Спенсера[англ.]
- 1991 — Golden Brain Award[англ.][5]
- 1995 — Премия Карла Спенсера Лешли[англ.]
- 1997 — APA Award for Distinguished Scientific Contributions to Psychology[6]
- 2004 — Премия Дэна Дэвида[7]
- 2006 — Премия Ральфа Джерарда[нем.]
- 2010 — Премия Грубера[1]